# Travail de deuil
Le travail de deuil est une expression créée par Sigmund Freud dans l'article Deuil et mélancolie en 1917. Il s'agit du processus intrapsychique consécutif à la perte d'un objet d'attachement, d'un être cher. De ce point de vue, toute perte peut nécessiter un travail de deuil. Ce travail s'accompagne de phases pouvant être décomposées classiquement en cinq étapes.

## Le deuil
La mort de l'autre nous renvoie à l'idée de notre propre mort et à l'angoisse qu'elle provoque.

« Le deuil est un processus humain provoqué par toute rupture, toute perte significative dans le champ de nos investissements. Le travail de deuil fait partie de toute croissance de maturation humaine. »

— Janine Pillot, Le travail de deuil
Le deuil est un état affectif douloureux provoqué par la mort d'un être aimé. Il désigne aussi la période suivant cette perte.

« Le deuil est régulièrement la réaction à la perte d'une personne aimée ou d'une abstraction mise à sa place, la patrie, la liberté, un idéal, etc. »

— Sigmund FREUD, Deuil et mélancolie

## Schéma de l'attachement
De la relation à l'autre naît l'attachement. La relation évolue en fonction de l'histoire de chacun et de l'histoire des êtres en relation. Parfois, elle mène à la séparation qui mettra en place le processus de deuil. Après le travail de deuil, la personne réinvestit l'environnement dans lequel elle évolue et, de nouveau, elle s'attache à de nouveaux individus en créant d'autres liens.
Schéma de George Kolhrieser du processus de deuil.
|  |  |                                       |                                       |                                       |                                       |                                       |                                       |  |  |                  |                  |                  |                  | Attachement           |                  |  |  |                           |                           |                           |                           |                           |                           |  |  |                         |                         |                         |                         |                         |                         |  |  |  |  |
|  |  |                                       |                                       |                                       |                                       |                                       |                                       |  |  |                  |                  |                  |                  |                       |                  |  |  |                           |                           |                           |                           |                           |                           |  |  |                         |                         |                         |                         |                         |                         |  |  |  |  |
|  |  |                                       |                                       |                                       |                                       |                                       |                                       |  |  |                  |                  |                  |                  |                       |                  |  |  |                           |                           |                           |                           |                           |                           |  |  |                         |                         |                         |                         |                         |                         |  |  |  |  |
|  |  |                                       |                                       |                                       |                                       |                                       |                                       |  |  | Travail de deuil | Travail de deuil | Travail de deuil | Travail de deuil | Travail de deuil      | Travail de deuil |  |  | Créer des liens           | Créer des liens           | Créer des liens           | Créer des liens           | Créer des liens           | Créer des liens           |  |  |                         |                         |                         |                         |                         |                         |  |  |  |  |
|  |  |                                       |                                       |                                       |                                       |                                       |                                       |  |  | Travail de deuil | Travail de deuil | Travail de deuil | Travail de deuil | Travail de deuil      | Travail de deuil |  |  | Créer des liens           | Créer des liens           | Créer des liens           | Créer des liens           | Créer des liens           | Créer des liens           |  |  |                         |                         |                         |                         |                         |                         |  |  |  |  |
|  |  |                                       |                                       |                                       |                                       |                                       |                                       |  |  |                  |                  |                  |                  | Séparation            |                  |  |  |                           |                           |                           |                           |                           |                           |  |  |                         |                         |                         |                         |                         |                         |  |  |  |  |
|  |  |                                       |                                       |                                       |                                       |                                       |                                       |  |  |                  |                  |                  |                  |                       |                  |  |  |                           |                           |                           |                           |                           |                           |  |  |                         |                         |                         |                         |                         |                         |  |  |  |  |
|  |  |                                       |                                       |                                       |                                       |                                       |                                       |  |  |                  |                  |                  |                  |                       |                  |  |  |                           |                           |                           |                           |                           |                           |  |  |                         |                         |                         |                         |                         |                         |  |  |  |  |
|  |  |                                       |                                       |                                       |                                       |                                       |                                       |  |  |                  |                  |                  |                  | Détachement           |                  |  |  |                           |                           |                           |                           |                           |                           |  |  |                         |                         |                         |                         |                         |                         |  |  |  |  |
|  |  |                                       |                                       |                                       |                                       |                                       |                                       |  |  |                  |                  |                  |                  |                       |                  |  |  |                           |                           |                           |                           |                           |                           |  |  |                         |                         |                         |                         |                         |                         |  |  |  |  |
|  |  |                                       |                                       |                                       |                                       |                                       |                                       |  |  |                  |                  |                  |                  | Abandon               |                  |  |  |                           |                           |                           |                           |                           |                           |  |  |                         |                         |                         |                         |                         |                         |  |  |  |  |
|  |  |                                       |                                       |                                       |                                       |                                       |                                       |  |  |                  |                  |                  |                  |                       |                  |  |  |                           |                           |                           |                           |                           |                           |  |  |                         |                         |                         |                         |                         |                         |  |  |  |  |
|  |  |                                       |                                       |                                       |                                       |                                       |                                       |  |  |                  |                  |                  |                  | Sentiment de solitude |                  |  |  |                           |                           |                           |                           |                           |                           |  |  |                         |                         |                         |                         |                         |                         |  |  |  |  |
|  |  |                                       |                                       |                                       |                                       |                                       |                                       |  |  |                  |                  |                  |                  |                       |                  |  |  |                           |                           |                           |                           |                           |                           |  |  |                         |                         |                         |                         |                         |                         |  |  |  |  |
|  |  |                                       |                                       |                                       |                                       |                                       |                                       |  |  |                  |                  |                  |                  |                       |                  |  |  |                           |                           |                           |                           |                           |                           |  |  |                         |                         |                         |                         |                         |                         |  |  |  |  |
|  |  | Violence envers soi envers les autres | Violence envers soi envers les autres | Violence envers soi envers les autres | Violence envers soi envers les autres | Violence envers soi envers les autres | Violence envers soi envers les autres |  |  | Dépression       | Dépression       | Dépression       | Dépression       | Dépression            | Dépression       |  |  | Maladies psychosomatiques | Maladies psychosomatiques | Maladies psychosomatiques | Maladies psychosomatiques | Maladies psychosomatiques | Maladies psychosomatiques |  |  | Addictions Toxicomanies | Addictions Toxicomanies | Addictions Toxicomanies | Addictions Toxicomanies | Addictions Toxicomanies | Addictions Toxicomanies |  |  |  |  |

## Ressenti du travail de deuil
Il s'agit d'une tâche affective utilisant une grande énergie psychique et physique :
- reconnaître la perte ;
- souffrir la perte, réagir à la perte, crier, être triste ;
- se réinvestir, se reconstruire, accepter que la vie continue sans la personne chère ;

« C'est remplacer la perte par une présence intérieure », Janine Pillot.

## Modèles conceptuels

### Selon Freud[3]
Freud décrit « le travail qu'accomplit le deuil » de la manière suivante :
- la confrontation à la réalité : celle de la perte de la personne aimée. Cette épreuve de réalité exige le retrait de toute la libido, c'est-à-dire l'énergie psychique investie sur un objet d'attachement, des liens rappelant le défunt ;
- la « rébellion compréhensible » : liée à la nécessité d'abandonner la libido. Ce travail nécessite beaucoup d'énergie psychique et de temps durant lequel « l'objet perdu se poursuit psychiquement ». Ainsi, progressivement le principe de réalité l'emporte dans le processus normal ;
- et alors, « le moi redevient libre et sans inhibition » avec l'achèvement du travail de deuil.

### Selon Janine Pillot[4]
Le travail de deuil se déroule en 3 phases :
- dans un premier temps, la personne doit prendre conscience et reconnaître la perte réelle de l'être cher. Souvent une impression de vide et d'épuisement envahit la totalité du psychisme. Le reste de la vie est souvent oublié. Le monde et l'environnement est désinvesti.
- ensuite, la personne endeuillée va souffrir de la perte. Elle réagit en pleurant, criant, vivant la tristesse au quotidien.
- enfin, vient le temps de la reconstruction. La personne se réinvestit sur le plan psychique, réinvestit son environnement, elle apprend à vivre sans l'être perdu. Petit à petit, elle accepte la mort et parfois met du sens sur cette mort. La perte est remplacée par une présence intérieure après intégration du deuil dans le psychisme.

### Selon Isabelle Delisle[5]
Pour elle, la mort est l'étape ultime de la condition humaine. Elle définit les différentes étapes du deuil ainsi :
- l'étape critique : le choc survient lors de la perte de l'être cher, avec manifestation des émotions (pleurs, cris, gémissements, épuisement). L'endeuillé met parfois de la distance avec les autres.
- l'étape cruciale : correspond à la cassure des liens affectifs. la personne endeuillée a besoin d'aide et de soutien psychologique.
- l'étape créatrice : après une période de temps variant d'un individu à l'autre, la personne endeuillée intègre la perte, reprend vie, intériorise l'image du défunt.

Le deuil nécessite du temps pour être dépassé. 

« À la fin du deuil, le moi redevient libre comme avant. »

— Isabelle Delisle, Les derniers moments de la vie

### Selon Michel Hanus
- le refus : le déni de la réalité.
- la colère.
- la dépression.
- la régression.
- la fin du deuil.

### Selon Ginette Rimbaud
La psychiatre et psychanalyste, Ginette Rimbaud considère que pour vivre un deuil, certaines conditions sont nécessaires :
- l'ambivalence dans notre relation à l'autre ne doit pas annuler l'amour de l'autre, ni nous confondre dans la mort réelle ou symbolique de l'autre ;
- la relation antérieure avec l'être disparu devient fondamentale et prépondérante ;
- il est nécessaire d'accepter sa propre mort comme destin inéluctable ;
- le deuil peut réactiver un ancien deuil non assimilé. Ce qui rend le travail de deuil plus difficile à accomplir, voire se transformer en deuil pathologique ;
- le travail de deuil met à l'épreuve nos capacités d'adaptation à cause du traumatisme majeur subi.

### Selon John Bowlby
Il décrit quatre phases dans le deuil :
- phase d'engourdissement.
- phase de languissement et de recherche de la personne perdue.
- phase de désorganisation et de désespoir.
- phase de réorganisation.

### Selon Parkes
La fréquence de ces sentiments dans les premiers temps du deuil. La fréquence et l'intensité de ces sentiments de colère dépendent, selon l'auteur, de la nature de la perte. S'il s'agit de la perte d'une personne âgée, ces affects sont plus limités que dans le cas d'un être jeune, perte vécue de façon injuste.

### Selon Élisabeth Kübler-Ross
Elle distingue « cinq phases du deuil » (Five Stages of Grief) dans le cas d'une maladie terminale, mais également la mort d'un être cher, une séparation, et toute forme de perte catastrophique :
- le déni (Denial). Exemple : « Ce n'est pas possible, ils ont dû se tromper. »
- la colère (Anger). Exemple : « Pourquoi moi et pas un autre ? Ce n'est pas juste ! »
- le marchandage (Bargaining). Exemple : « Laissez-moi vivre pour voir mes enfants diplômés. », « Je ferai ce que vous voudrez, faites-moi vivre quelques années de plus. »
- la dépression (Depression). Exemple : « Je suis si triste, pourquoi se préoccuper de quoi que ce soit ? », « Je vais mourir… Et alors ? »
- l'acceptation (Acceptance). Exemple : « Maintenant, je suis prêt, j'attends mon dernier souffle avec sérénité. »

## Deuil pathologique
Selon Michel Hanus, 5 % des deuils se compliquent et se transforment en deuil pathologique. Il identifie ainsi les personnes à risque :
- les individus ayant des relations ambivalentes de dépendance ;
- les personnalités immatures, mal équilibrées ou structurées ;
- les solitaires ;
- les personnes n'ayant pas résolu un deuil antérieur.

Selon German Arce Ross, en suivant notamment le cas de la psychose maniaco-dépressive, on peut décrire quatre processus psychiques concernant l'expérience du deuil : le deuil simple (ou réaction simple à la perte), le travail de deuil, le deuil pathologique et les facteurs blancs. Dans cette quatrième forme, c'est le cas, non pas d'un deuil pathologique supposé mélancolique, mais bien d'une non-reconnaissance de la perte, ni dans sa réalité psychique ni dans ses effets de souffrance affective. Contrairement au deuil pathologique, le sujet PMD n’a pas besoin de refuser la perte car il n'a rien perdu. Ces non-deuils, ou ces pertes sans aucune valeur affective, nous les appelons du terme de facteurs blancs.
Les facteurs blancs sont des événements négatifs, tragiques ou catastrophiques, tels qu'une perte érotique, un décès, une rupture brutale des conditions habituelles de vie, qui ne comportent pas une valeur de perte d’objet pour le sujet et qui, de surcroît, réactualisent la valeur vide due à la forclusion de la fonction paternelle. Les facteurs blancs sont appelés de la sorte parce qu'ils constituent autant d’espaces blancs, ou de trous dans le déroulement de la chaîne signifiante, qui mobilisent dangereusement le rejet de l’inconscient. Ils créent, en effet, des espaces vides qui engagent l'expérience énigmatique vis-à-vis de laquelle le sujet s'accommode plus ou moins bien depuis la catastrophe que constitue sa naissance. Cependant, s'il n’est pas obligatoire que ces facteurs soient tragiques, souvent ils le sont.
L'idée principale est que le rejet de l'inconscient fait retour avec force dans chaque facteur blanc et se connecte, par son intermédiaire, avec ce qui de la pulsion devient mortel. C'est ainsi que, dans les facteurs blancs, il n’y a pas à vrai dire un vécu affectif de perte et cette absence se retrouve aussi bien dans les conjonctures du déclenchement que dans la construction d'un délire de mort.

## Accompagnement et relation d'aide auprès des personnes endeuillées ou de leur entourage
En France, pour orienter les proches d'une personne décédée dans leurs démarches administratives et autres, il existe entre autres l'Association française d'information funéraire. Sur le site de cette Association, on trouve entre autres des liens vers des Associations pouvant soutenir les personnes endeuillées, plus de deux cents titres de livres portant sur la mort, le deuil, le vécu du décès d'un proche, etc. : certains de ces ouvrages peuvent apporter du soutien psychologique ou orienter vers des organismes de soutien. 

## Aspects culturels et rites face à la mort
Selon Marie de Hennezel, psychologue clinique et psychanalyste, ayant travaillé pendant dix ans dans la première unité de soins palliatifs en France, on cache la mort comme si elle était honteuse et sale. On ne voit en elle qu'absurdité, souffrance inutile et pénible, scandale insupportable, alors qu'elle est le moment culminant de notre vie, son couronnement, ce qui lui confère sens et valeur. Elle n'en demeure pas moins un immense mystère, un grand point d'interrogation que nous portons au plus intime de nous-même.
Pour elle, accompagner quelqu'un en fin de vie est un privilège car on entre dans espace de temps très intime.

## Diagnostics infirmiers prévalents
- Angoisse face à la mort
- Chagrin chronique
- Conflit décisionnel
- Déni non constructif
- Détresse spirituelle
  - Risque de détresse spirituelle
- Deuil anticipé
- Deuil dysfonctionnel
  - Risque de deuil dysfonctionnel
- Dynamique familiale perturbée
- Isolement social
- Motivation à améliorer son bien-être spirituel
- Motivation à améliorer ses stratégies d'adaptation
- Perte d'élan vital
- Perte d'espoir
- Risque de suicide
- Sentiment de solitude
  - Risque de sentiment de solitude
- Sentiment d'impuissance
  - Risque de sentiment d'impuissance
- Stratégies d'adaptation familiale compromises
- Stratégies d'adaptation inefficaces
- Tension dans l'exercice du rôle de l'aidant naturel
  - Risque de tension dans l'exercice du rôle de l'aidant naturel

## Les idées fausses et les attentes irréalistes de notre culture vis-à-vis du deuil
Selon le Dr Christophe Fauré, les personnes en deuil se trouvent inconsciemment soumises à un conditionnement qui leur dicte des comportements et des façons inappropriés à leur réalité psychologique. On ne peut donc nier qu'il existe une pression sociale qui contraint la personne en deuil à agir comme si elle allait bien. Finalement la personne endeuillée s'enferme encore plus dans la solitude, alors que l'objectif est d'en sortir. Voici quelques idées préconçues qui font tant de ravage :
- Il ne faut pas montrer ses émotions.
- Trop parler de la personne décédée est néfaste et morbide.
- Il faut évacuer au plus vite son souvenir et passer à autre chose.
- Les enfants ne comprennent rien à la mort, autant ne rien leur dire.
- La douleur va progressivement s'atténuer au fil du temps. Il n'y a qu'une chose à faire attendre que ça passe.